# Ливадия (Кипр)
Ливадия (др.-греч. Λιβάδια) ― муниципалитет и пригород Ларнаки. Это поселение существовало со времен среднего бронзового века.
Ливадия расположена на юго-востоке Кипра, на равнине у Ларнакского залива. Муниципалитет расположен к северо-востоку от городской черты Ларнаки и, таким образом, образует пригород города. С точки зрения транспорта до него можно добраться по автомагистралям B3 на юг и A3 на север (обе в направлении Айя-Напа), а также по автомагистрали B2 на восток (в сторону Никосии) из Ливадии. В окрестностях, кроме Ларнаки, есть такие города и поселки, как Арадиппу, Келлия и Ороклини.
Первоначально в этом районе было поселение под названием Тридато (греческое Τριδάτο). Однако это поселение было заброшено, и его жители основали новое село в соседнем регионе современной Ливадии. После турецкого вторжения на Кипр в 1974 году тысячи беженцев из северной части Кипра поселились в Ливадии, и ее население начало расти. В июле 2011 года жители Ливадийского сельского муниципалитета проголосовали на референдуме за преобразование муниципалитета в город.